# تشارلز إم. دوسن
تشارلز إم. دوسن هو سياسي أمريكي، ولد في 8 أكتوبر 1893، وتوفي في 9 أكتوبر 1973. نشط حزبياً في الحزب الديمقراطي. وقد انتخب نائب حاكم إنديانا ‏.